# Barcani (gmina)
Barcani – gmina w Rumunii, w okręgu Covasna. Obejmuje miejscowości Barcani, Lădăuți i Sărămaș. W 2011 roku liczyła 3688 mieszkańców.